# John Franklin Miller (maire de Seattle)
Pour les articles homonymes, voir John Miller et Miller.
John Franklin Miller (1862-1936) est un homme politique américain, membre de la Chambre des représentants des États-Unis entre 1917 et 1931 en tant que républicain. Il a été maire de Seattle entre 1908 et 1910.
Son oncle John Frankin Miller fut sénateur de Californie.

## Note et référence
1. ↑  « Voters elect John F. Miller as mayor of the City of Seattle on March 3, 1908. », sur historylink.org (consulté le 10 septembre 2020).